# 이리나 안토넨코
이리나 이고레브나 안토넨코(러시아어: Ирина Игоревна Антоненко, 1991년 9월 1일 ~ )는 러시아의 미인 대회 우승자, 모델, 배우이다. 2010년 미스 러시아 우승자이며 미스 유니버스 2010에서 러시아 대표로 참가했다.